# Estació de Fira
Fira és una estació de la línia 9 de la xarxa de metro de Barcelona situada al barri de Granvia Sud, del Districte III de la ciutat de l'Hospitalet de Llobregat, concretament a l’extrem sud-oest del Recinte de Fira Granvia L'H de la Fira de Barcelona.
L’estació, titular de TMB situada sota el Carrer de la Botànica, cantonada amb l’Avinguda Joan Carles I, va ser dissenyada per l'arquitecte japonès Toyo Ito. I es va inaugurar el 12 de febrer de 2016, al mateix moment que es va posar en servei la part sud de la L9 des de la Zona Universitària fins a la Terminal 1 de l'Aeroport del Prat, permetent connectar de forma directe el Recinte de Fira Granvia L’H amb l'Aeroport del Part.
L’estació dona servei tant al Recinte de Fira Gran Via L’H com al Polígon Industrial de la Pedrosa.

## Història
El projecte de l’Estació de Fira va ser dissenyat per l’estudi del reconegut i premiat arquitecte japonès Toyo Ito, qui també va dissenyar el Recinte de Fira Granvia L’H, amb l’objectiu de construir una porta d’entrada directe des de la xarxa de metro de Barcelona al recinte firal situat sobre l’estació.
La previsió inicial era obrir l'estació l'any 2007, però donats alguns contratemps, es va posar en funcionament nou anys més tard, el 12 de febrer de 2016.

## L'Estació
L'estació disposa d’un accés principal pel carrer de la Botànica. L'accés està dotat per una àmplia escala central fixa amb dos trams, dues escales mecàniques als laterals, una per a cada sentit d’ascens i descens, així com un ascensor, que tots plegats donen accés a un primer nivell subterrani, el vestíbul. El vestíbul està dotat de màquines de venda automàtica de bitllets, així com de les barreres tarifàries de control d’accés i el Centre de Control de l’Estació.
Existeix una segona entrada a l'estació des de la planta soterrani del Recinte de Fira Granvia L’H, on un passadís de 300 metres de llarg equipat amb tapissos rodants permet arribar al vestíbul d’aquesta estació, que a l’hora està dotat amb les màquines de venda de bitllets i les barreres tarifàries de control d’accés. Aquesta entrada només s'obra quan es celebren salons i congressos importants al Recinte de Fira Granvia L’H.
Passada les barreres de control d’accés de totes dues entrades, s'accedeix al vestíbul, un gran vestíbul rectangular dissenyat per l’estudi de l'arquitecte japonès Toyo Ito, que utilitzà motius i materials fàcilment identificable amb els utilitzats per el Recinte de Fira Granvia L’H.
L’ampli vestíbul i de gran lluminositat gràcies a l’ús de colors clars com el blau cel i el crema, es també un petit museu històric, ja que a les seves parets de rajola hi han serigrafiades en gran format un seguit d’imatges antigues de l’Hospitalet, que van des de l'any 1890 fins al 2009, d’autors diferents i que formen part de l'Arxiu Municipal de l'Hospitalet. Aquestes imatges es serigrafien rememorant els buits en forma de gotes d’aigua del mur orgànic del pavelló 1 del Recinte de Fira Granvia L’H. El paviment del terra amb el color blau aigua, fa al·lusió al corredor elevat que comunica i dona accés a tots els pavellons del recinte firal i que simula un riu. També hi han instal·lats uns bancs de color blau zinc fent al·lusió a gotes d’aigua.
La unió entre el vestíbul i el segon nivell inferior, on hi trobem cadascuna de les andanes, es realitza mitjançant dos accessos dotats cadascun d’ells d’una escala fixes i una de mecànica, així com d’un sol ascensor per andana.
Al segon nivell inferior hi trobem l'estació amb les dues amplíssimes andanes laterals de 100 metres de longitud i doble via central per on hi circulen els trens. Al igual que al vestíbul, les parets de rajola es troben serigrafiades amb una sèrie d'imatges antigues de l’Hospitalet, a mode d'arxiu històric fotogràfic. Al igual que totes les estacions de la L9, les andanes estan protegides de les vies amb unes mampares i portes automàtiques de vidre.

## Accessos
- Disposa d'únic accés pel Carrer de la Botànica, cantonada amb l’Avinguda Joan Carles I.

## Projectes
En aquesta estació hi tindran parada en un futur els trens de la L2. A diferència del tram Aeroport - Parc Logístic, els trens de la L2 no pararan a les mateixes andanes, si no que l'estació de la línia 2 tindrà la seva pròpia infraestructura com un enllaç convencional.

## Serveis ferroviaris
| Metro de Barcelona              |               |       |                |                        |
| Procedència/Destinació          | <             | Línia | >              | Procedència/Destinació |
| Aeroport T1                     | Parc Logístic |       | Europa \| Fira | Zona Universitària     |
| Projectat                       |               |       |                |                        |
| Aeroport T1                     | Parc Logístic |       | Foc            | Badalona Pompeu Fabra  |
| Aeroport T1                     | Parc Logístic |       | Europa \| Fira | Can Zam                |
| Font recorregut: PDI 2009-2018. |               |       |                |                        |